# Moroleón
Moroleón é um município do estado de Guanajuato, no México.